# Sukuma (Mwanza)
Sukuma è una circoscrizione rurale (rural ward) della Tanzania situata nel distretto di Magu, regione di Mwanza. Conta una popolazione di 18 599 abitanti (censimento 2012).